# Gonomyia (Gonomyia) remota remota
Gonomyia (Gonomyia) remota remota is een ondersoort van de tweevleugelige Gonomyia (Gonomyia) remota uit de familie steltmuggen (Limoniidae). De ondersoort komt voor in het Neotropisch gebied.